# Tessuto non tessuto

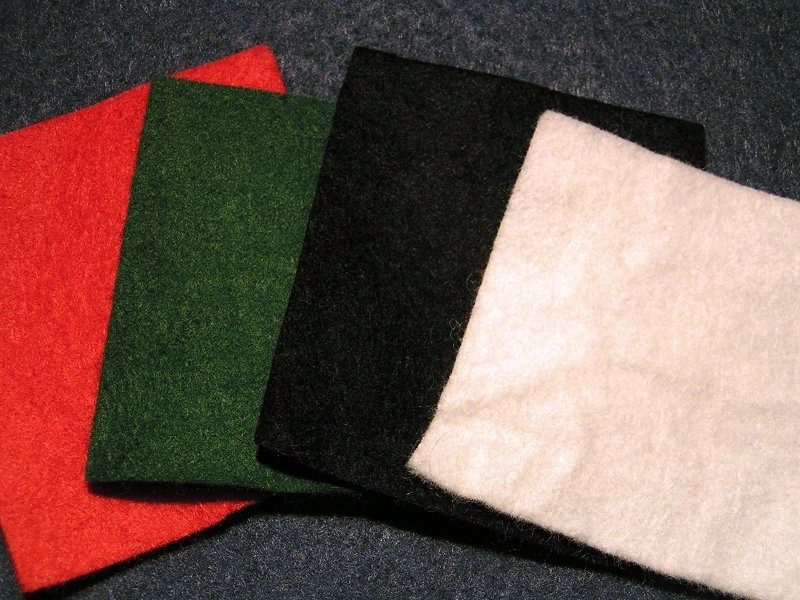
Feltro: un tessuto non tessuto

Tessuto non tessuto (acronimo TNT, in lingua inglese nonwoven) indica genericamente un prodotto industriale simile a un tessuto, ma ottenuto con procedimenti diversi dalla tessitura (incrocio di fili di trama e di ordito tramite telaio) e dalla maglieria. 

## Evoluzione storica ed esempi
Storicamente il primo uso del termine "tessuto non tessuto" è stato usato per designare un prodotto ricavato con un metodo particolare di lavorazione della carta. Lo scopo è di ottenere un succedaneo dei tessuti economico e pratico. Viene utilizzato soprattutto per produrre tovaglie usa e getta e altri prodotti simili.
Esempi di materiali non tessuti includono sia fibre naturali sia fibre sintetiche, comprendendo per esempio il cotone idrofilo (ovatta) e il feltro.
Tuttavia lo stesso termine di "tessuto non tessuto" è ora usato anche per un prodotto che si ottiene con l'utilizzo di resine e fibre sintetiche non tessute, preferibilmente di poliestere, le quali subiscono complessi e ripetuti procedimenti. In tal modo è possibile pervenire a un prodotto finito particolarmente adatto a vari campi e applicazioni.

## Caratteristiche
In un non tessuto la fibra tessile presenta un andamento casuale, senza individuazione di alcuna struttura ordinata, mentre in un tessuto le fibre presentano due direzioni prevalenti e ortogonali fra di loro (trama e ordito). La manifattura utilizza tipicamente fibre disposte a strati o incrociate che vengono unite insieme meccanicamente (per esempio con aghi), con adesivi o con processi termici.
Le caratteristiche di un buon prodotto di categoria 
- idrorepellenza
- resistenza a temperature anche elevate
- morbidezza o almeno non abrasività al tatto (il che lo rende utilizzabile per pulire, per rimuovere macchie o per spolverare).

Una particolare lavorazione è lo spunbonded, consistente nella fusione del polimero, che viene successivamente forato e pressato, migliorando la morbidezza del prodotto e la possibilità di renderlo molto sottile.

## Applicazioni
Gli usi industriali sono tra i più disparati e, negli anni recenti, i tessuti e le fibre nonwoven hanno sostituito materiali come le schiume poliuretaniche. Fra gli usi, come applicazioni industriali: 
- Abbigliamento generico:
  - produzione di scarpe: componenti interni della calzatura
  - spalline per indumenti.
- Abbigliamento medico: camici chirurgici sterili, teleria sterile per la creazione del campo operatorio, mascherine chirurgiche, cuffie e copri scarpe.
- Agricoltura: teli di protezione di fiori, piante, ortaggi, frutta, nelle serre o per lo sviluppo di semi e ortaggi; viene usato soprattutto in agricoltura biologica, per pacciamatura, in tal caso non è permeabile alla luce del sole e inibisce la crescita delle erbacce infestanti; di tipo permeabile alla luce del sole, viene usato per proteggere le piante e le colture orticole dalle intemperie dal freddo, dall'attacco dei volatili, lumache, insetti come afidi, mosche, ecc. In questo caso funziona anche da ombreggiante per prolungare la produzione nel tempo.
- Antinfortunistica: mascherine protettive e antipolvere.
- Arredamento: arredi residenziali e contract: carte da parati, divani, poltrone, sedie e complementi di arredo contengono spesso alcune parti in tessuto non tessuto.
- Edilizia:
  - per ricoprire o allestire soffitti e controsoffitti.
  - Una particolare utilizzazione di un prodotto "non tessuto" è il cosiddetto terbond ad alta e altissima danaratura, usato come substrato nelle costruzioni (prodotti geotessili). In genere si tratta di un TNT in filo continuo di poliestere, o in fiocco di polipropilene o poliestere, prodotto con tecnologie di filatura, agugliatura e/o legatura chimica.
- Estetica: cuffie monouso che si utilizzano in estetica (es. centri abbronzanti, teli per lettini per massaggi e per lampade, pattine per centri estetici o per piscine, copriscarpa per piscina, ecc.)
- Fotografia: fondali fotografici.
- Industria
  - Tele per filtri
  - Imballaggi
  - Utensili abrasivi
- Medicazione: bende, cerotti, fasciature.
- Sport: Nell'equitazione è utilizzato per migliorare le qualità elastiche dei fondi dei campi gara di salto ostacoli.
- Uso quotidiano: il tessuto non tessuto ha applicazione anche per la produzione di oggetti di utilizzo quotidiano, come ad esempio sacchetti, borse piccole e grandi per la spesa, per contenere giornali, materiale vario.